# Церква Володимирської ікони Божої Матері (Одеса)
Храм Володимирської ікони Божої Матері (рос. Храм Владимирской иконы Божией Матери) — православний храм в Одесі, що знаходиться за адресою: пр. Князя Володимира Великого, 110.

## Історія
З благословення митрополита Лазаря, архієпископа Одеського та Ізмаїльського 11 грудня 1991 року була створена і зареєстрована громада Української Православної Церкви, очолив яку ініціатор її створення архімандрит Тихон (Бондаренко). Громада звернулася до міської ради з проханням надати місце для будівництва храму. Позитивного вирішення цього питання православні християни очікували кілька років. Причиною цього було небажання влади надати для будівництва храму належного місця. Пропонувалося декілька місць на околиці селища Котовського, доступ до яких для більшості населення був вельми ускладнений. Храм побудували там, де за проектом мало стояти одна з перших будівель на селищі Котовського — готель Одеського припортового заводу. Її будівництво розпочалося ще в 1977 році, але не зазнало успіху, хоча завод мав матеріальну можливість для завершення її будівництва. Громада звернулася до керівництва заводу з проханням передати цю територію для будівництва храму, і отримала його згоду.
11 листопада 1992 настоятелем споруджуваного храму митрополит Агафангел призначив ієрея Миколу Погореловського. Першу літургію було здійснено 11 квітня 1993 року в день Входу Господнього в Єрусалим. Офіційна передача документів на землю, що призначалася для будівництва готелю, в розпорядження громади храму Володимирської ікони Божої Матері, відбулася 6 січня 1994 року, а вже 20 березня, в день Торжества Православ'я, митрополитом Агафангелом урочисто була здійснена закладка першого каменя храму на честь Володимирської ікони Божої Матері. Проект храму був створений Миколою Миколайовичем Гуселетовим за ескізом Леонарда Колдаєва. Площа храму більше 300 кв. метрів, висота куполу — 21 метр, дзвіниці — 27 метрів.
Вже 8 вересня 1996 року, в день пам'яті Володимирської ікони Божої Матері створений храм був освячений Володимиром, Митрополитом Київським і всієї України, митрополитом Агафангелом та архієпископом Іларіоном.